# Ксенакантообразные

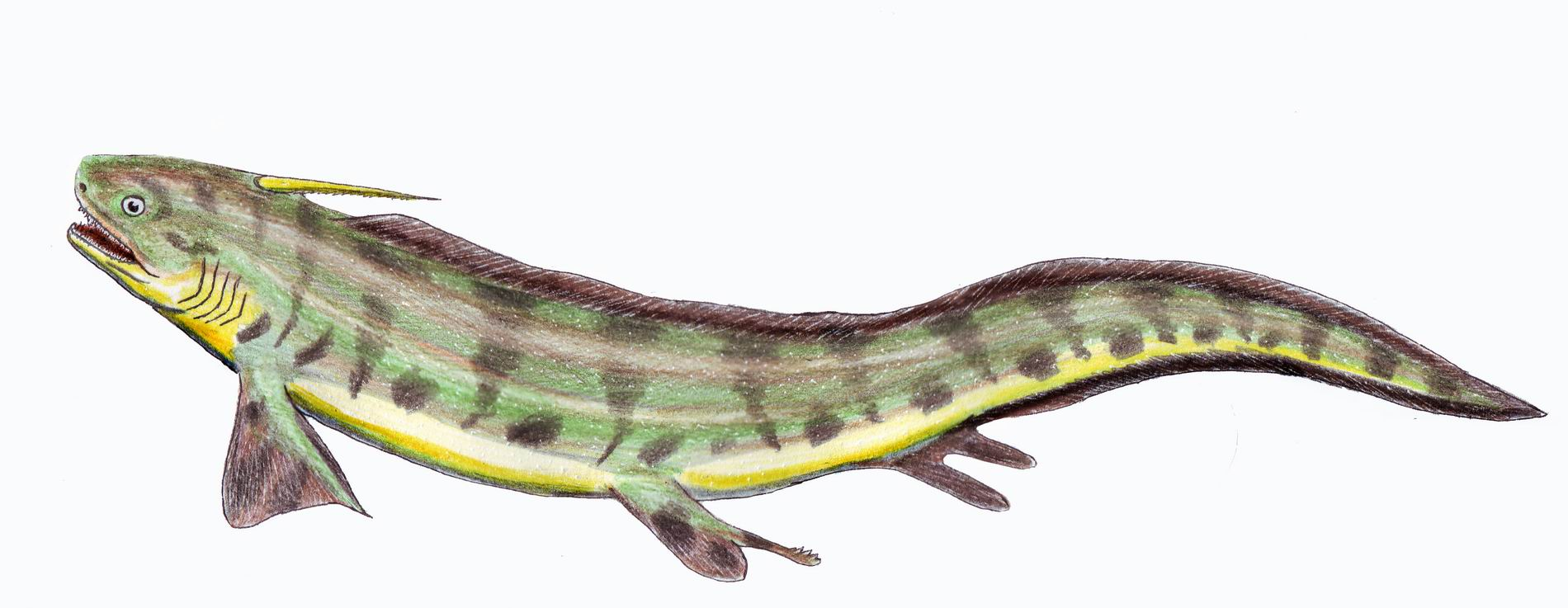
Реконструкция Triodus sp.

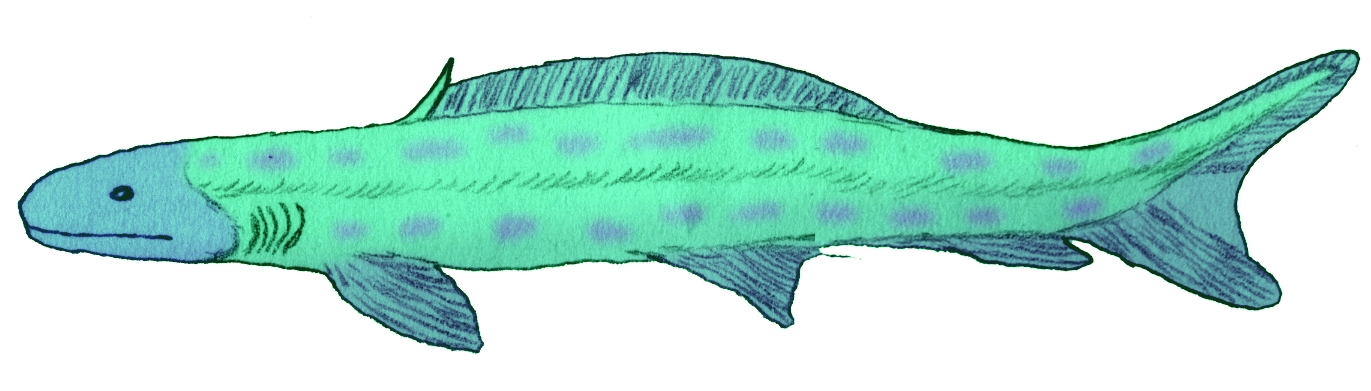
Реконструкция Diplodoselache sp.

Ксенакантообразные (лат. Xenacanthiformes) — отряд вымерших хрящевых рыб, похожих на акул. Его относят к надотряду или инфраклассу ксенакантоморф (Xenacanthimorpha), точное положение которого дискутируется — это подчинённый таксон либо хрящевых рыб, либо пластиножаберных. Представители отряда жили с девонского по меловой периоды (407,6—66,0 млн лет назад).

## Описание
Наиболее хорошо изученными представителями ксенакантообразные являются Xenacanthus и Orthacanthus. Xenacanthus, возможно, достигали в длину 4 метров. Рыбы обитали в пресной воде.
Характерным отличием данного отряда являлся зубчатый шип у основания шеи. Также стоит отметить строение зубов. Основание каждого зуба имело бугорки.

## Классификация
По данным сайта Paleobiology Database, на сентябрь 2020 года в отряд включают 3 вымерших семейства (не считая устаревшего Orthacanthidae Heyler & Poplin, 1989):
- Семейство Diplodoselachidae Dick, 1981
  - Род Dicentrodus Traquair, 1888
  - Род Diplodoselache Dick, 1981
  - Род Hagenoselache Hampe & Heidtke, 1997
  - Род Lebachacanthus Soler-Gijon, 1997
  - Род Orthacanthus Agassiz, 1843
- Семейство Xenacanthidae Fritsch, 1889 — Ксенакантовые
  - Род Acanthopleurus Agassiz, 1843
  - Род Aganodus Owen, 1867
  - Род Compsacanthus Newberry, 1856
  - Род Diacranodus Garman, 1885
  - Род Fayolia Renault & Zeiller, 1884
  - Род Lepacanthus Arthaber, 1896
  - Род Lophacanthus Stock, 1880
  - Род Mooreodontus Hampe & Schneider, 2010
  - Род Ochlodus Owen, 1867
  - Род Phricacanthus Davis, 1879
  - Род Platyacanthus Fritsch, 1889
  - Род Pleuracanthus Agassiz, 1837
  - Род Plicatodus Hampe, 1995
  - Род Pternodus Owen, 1867
  - Род Triodus Jordan, 1849
  - Род Wurdigneria Richter, 2005
  - Род Xenacanthus Beyrich, 1848
- Семейство Xenosynechodontidae Glückman, 1980
  - Род Xenosynechodus Glückman, 1980

### Отдельные представители
В верхнепермских отложениях Ишеево (Татарстан) находят окаменелости акулоподобных хрящевых рыб, с 1980 года именующихся ксеносинеходами (Xenosynechodus egloni). Вместе с другими рыбами и темноспондилами они обитали в водоёме с солоноватой водой, куда впадала целая речная система.